# Alfred Hershey
Alfred Day Hershey (Owosso, EUA 1908 - Syosset 1997) fou un químic i bacteriòleg estatunidenc guardonat amb el Premi Nobel de Medicina o Fisiologia l'any 1969.

## Biografia
Va néixer el 4 de desembre de 1908 a la ciutat d'Owosso, població situada a l'estat nord-americà de Michigan. Va estudiar química a la Universitat de Michigan, on es graduà el 1930, i posteriorment es va doctorar en bacteriologia en aquesta mateixa universitat l'any 1934, esdevenint professor d'aquesta matèria a la Universitat Washington de Saint Louis.
Va morir el 2 de maig de 1997 a la ciutat de Syosset, situada a l'estat de Nova York.

## Recerca científica
Va iniciar la seva recerca sobre els bacteriòfags al costat de Salvador Luria i Max Delbrück l'any 1940, observant independentment l'any 1946 com quan dos torsions diverses dels bacteriòfags han infectat els mateixos bacteris, aquests dos virus poden intercanviar la seva informació genètica.
L'any 1950 fou nomenat membre del Departament de Genètica de l'Institut Carnegie de Washington DC, realitzant diversos experiments al costat de Martha Chase.
L'any 1969 fou guardonat amb el Premi Nobel de Medicina o Fisiologia pels seus descobriments referents al mecanisme de la rèplica i l'estructura genètica dels virus, premi que compartí amb Max Delbrück i Salvador Luria.